# Trisaccaridi
I trisaccaridi sono oligosaccaridi composti da tre monosaccaridi con due legami glicosidici che li collegano. Analogamente ai disaccaridi, ogni legame glicosidico può essere formato tra qualsiasi gruppo ossidrile sui monosaccaridi componenti. Anche se tutti e tre gli zuccheri componenti sono gli stessi (ad esempio, il glucosio), diverse combinazioni (regiochimica) e stereochimica (alfa o beta) determinano i trisaccaridi che sono diastereoisomeri con diverse proprietà chimiche e fisiche.